# John C. Reilly
John Christopher Reilly (Chicago, Illinois, 1965. május 24. –) Oscar-díjra jelölt amerikai színész.

## Élete
Reilly, ötödikként hat testvér közül, Chicagóban született, Illinois államban, ír-amerikai apától és litván anyától. Apja egy vászonkészító vállalat tulajdonosa volt. katolikus vallásban nevelkedett, a Brother Rice High Scoolt végezte el. Hogy lefoglalja magát, a színjátszás felé fordult, s beiratkozott a Goodman Drámaiskolába a DePaul Egyetemen. A chicagói színház büszke tagjaként Reilly a Windy Cityt tartja tapasztalatszerzése elsőszámú forrásának, ami a nagy áttöréshez kellett.
Reilly vegetáriánus. 1992 óta Alison Dickey férje, akivel A háború áldozatai című film forgatásán ismerkedett meg.

## Karrierje
Reilly debütálása Brian De Palma filmjéhez, A háború áldozataihoz fűződik, amely 1989-ben került a mozikba. Noha Hatcher tizedes csak egy kisebb mellékszereplő volt, De Palmának annyira tetszett Reilly alakítása, hogy a szerepet jelentősen kibővítették.
1989 óta a színész több mint 40 filmben tűnt fel, a legtöbb esetben mellékszereplőként. Szélesebb ismertséget a 2002-es év hozott számára, elsősorban a Chicago című filmbeli szerepe révén, amiért Oscar- és Golden Globe-díjra jelölték. A musical filmváltozata mellett a legjobb film kategória jelöltjei közül további kettőben is feltűnt: a New York bandáiban és Az órákban. 2004-ben újfent szerepelt neve az Oscarért versengő filmek egyikének stáblistáján: az Aviátorban Howard Hughes megbízható pénzügyi tanácsadóját alakította. Hogy játszhasson Martin Scorsese filmjében, vissza kellett utasítania Will Ferrell komédiája, A híres Ron Burgundy legendája egyik szerepét. Két évvel később azonban már látható volt Ferrell oldalán a Taplógáz című vígjátékban. 2007 decemberétől vetítik az észak-amerikai mozik a Walk Hard: The Dewey Cox Storyt, ahol a címszereplő kitalált zenészt alakítja.
Reilly a színészet mellett énekel is, a 2006-os Rogue's Gallery: Pirate Ballads, Sea Songs, and Chanteys válogatásalbumon két szám szerepel az ő előadásában: a Fathom the Bowl és a My Son John. Az utolsó adásban és a Walk Hardban szintén maga énekli a szerepével járó dalokat, s az utóbbi film népszerűsítési kampánya keretében Dewey Coxként részt vett a „Cox Across America 2007 Tour”-on.

## Filmográfia

### Film
| Év   | Magyar cím                          | Eredeti cím                                 | Szerep                             | Magyar hang            | Rendező                                 |
| ---- | ----------------------------------- | ------------------------------------------- | ---------------------------------- | ---------------------- | --------------------------------------- |
| 1988 | Nico                                | Above the Law                               | gengszter a bárban                 |                        | Andrew Davis                            |
| 1989 | A háború áldozatai                  | Casualties of War                           | Herbert Hatcher őrvezető           | Sinkovits-Vitay András | Brian De Palma                          |
| 1989 | A háború áldozatai                  | Casualties of War                           | Herbert Hatcher őrvezető           | Hujber Ferenc          | Brian De Palma                          |
| 1989 | A háború áldozatai                  | Casualties of War                           | Herbert Hatcher őrvezető           | Simon Kornél           | Brian De Palma                          |
| 1989 | Nem vagyunk mi angyalok             | We're No Angels                             | fiatal szerzetes                   | Kerekes József         | Neil Jordan                             |
| 1990 | Mint a villám                       | Days of Thunder                             | Buck Bretherton                    | Kerekes József         | Tony Scott                              |
| 1990 | A pokol konyhája                    | State of Grace                              | Stevie McGuire                     | Galambos Péter         | Phil Joanou                             |
| 1990 | A pokol konyhája                    | State of Grace                              | Stevie McGuire                     | Seder Gábor            | Phil Joanou                             |
| 1990 | A pokol konyhája                    | State of Grace                              | Stevie McGuire                     | Kerekes József         | Phil Joanou                             |
| 1992 | Árnyak és köd                       | Shadows and Fog                             | zsaru a rendőrőrsön                |                        | Woody Allen                             |
| 1992 | Az alkusz nem alkuszik              | Out on a Limb                               | Jim Jr.                            | Faragó József          | Francis Veber                           |
| 1992 | Hoffa                               | Hoffa                                       | Petey Connelly                     | Mikula Sándor          | Danny DeVito                            |
| 1993 | Gilbert Grape                       | What's Eating Gilbert Grape                 | Tucker Van Dyke                    | Csuja Imre             | Lasse Hallström                         |
| 1994 | Veszélyes vizeken                   | The River Wild                              | Terry                              | Zalán János            | Curtis Hanson                           |
| 1994 | Veszélyes vizeken                   | The River Wild                              | Terry                              | Széles László          | Curtis Hanson                           |
| 1995 | Dolores Claiborne                   | Dolores Claiborne                           | Frank Stamshaw rendőr              | Csendes Olivér         | Taylor Hackford                         |
| 1995 | Georgia                             | Georgia                                     | Herman                             | Széles László          | Ulu Grosbard                            |
| 1996 | A szerencse zsoldosai               | Hard Eight                                  | John Finnegan                      | Csuja Imre             | Paul Thomas Anderson (1.)               |
| 1996 | Fiúk                                | Boys                                        | Kellogg Curry rendőr               |                        | Stacy Cochran                           |
| 1997 | Éjjeliőr a hullaházban              | Nightwatch                                  | Bill Davi felügyelőhelyettes       | Bácskai János          | Ole Bornedal                            |
| 1997 | Boogie Nights                       | Boogie Nights                               | Reed Rothchild                     | Haás Vander Péter      | Paul Thomas Anderson (2.)               |
| 1997 | Chicagói taxi                       | Chicago Cab                                 | Steve                              |                        | Mary Cybulski                           |
| 1997 | Chicagói taxi                       | Chicago Cab                                 | Steve                              | John Tintori           |                                         |
| 1998 | Az őrület határán                   | The Thin Red Line                           | Storm őrmester                     | Csuja Imre             | Terrence Malick                         |
| 1999 | Halálbiztosítás                     | The Settlement                              | Pat                                | Haás Vander Péter      | Mark Steilen                            |
| 1999 | A bambanő                           | Never Been Kissed                           | Augustus Strauss                   | Harmath Imre           | Raja Gosnell                            |
| 1999 | A pálya csúcsán                     | For Love of the Game                        | Gus Sinski                         | Csankó Zoltán          | Sam Raimi                               |
| 1999 | Magnólia                            | Magnolia                                    | Jim Kurring                        | Besenczi Árpád         | Paul Thomas Anderson (3.)               |
| 2000 | Viharzóna                           | The Perfect Storm                           | Dale 'Murph' Murphy                | Ifj. Jászai László     | Wolfgang Petersen                       |
| 2001 | Jóban-rosszban                      | The Anniversary Party                       | Mac Forsyth                        | Csuja Imre             | Alan Cumming                            |
| 2001 | Jóban-rosszban                      | The Anniversary Party                       | Mac Forsyth                        | Csuja Imre             | Jennifer Jason Leigh                    |
| 2002 | Jóravaló feleség                    | The Good Girl                               | Phil Last                          | Bognár Tamás           | Miguel Arteta (1.)                      |
| 2002 | New York bandái                     | Gangs of New York                           | Happy Jack                         | Besenczi Árpád         | Martin Scorsese (1.)                    |
| 2002 | Chicago                             | Chicago                                     | Amos Hart                          | Besenczi Árpád         | Rob Marshall                            |
| 2002 | Az órák                             | The Hours                                   | Dan Brown                          | Kerekes József         | Stephen Daldry                          |
| 2003 | Ki nevel a végén?                   | Anger Management                            | Arnie Shankman idősen              | Fekete Ernő            | Peter Segal                             |
| 2004 | Aviátor                             | The Aviator                                 | Noah Dietrich                      | Berzsenyi Zoltán       | Martin Scorsese (2.)                    |
| 2004 | Rossz pénz                          | Criminal                                    | Richard Gaddis                     | Besenczi Árpád         | Gregory Jacobs                          |
| 2005 | Fekete víz                          | Dark Water                                  | Mr. Cory Murray                    | Forgács Péter          | Walter Salles                           |
| 2006 | Az utolsó adás                      | A Prairie Home Companion                    | Lefty                              | Besenczi Árpád         | Robert Altman                           |
| 2006 | Taplógáz: Ricky Bobby legendája     | Talladega Nights: The Ballad of Ricky Bobby | Cal Naughton, Jr.                  | Besenczi Árpád         | Adam McKay (1.)                         |
| 2006 | Tenacious D, avagy a kerek rockerek | Tenacious D in The Pick of Destiny          | jeti                               | Scherer Péter          | Liam Lynch                              |
| 2007 | A kutya éve                         | Year of the Dog                             | Albert "Al"                        | Besenczi Árpád         | Mike White                              |
| 2007 | A lankadatlan – A Dewey Cox sztori  | Walk Hard: The Dewey Cox Story              | Dewford "Dewey" Cox                | Besenczi Árpád         | Jake Kasdan                             |
| 2008 | Az előléptetés                      | The Promotion                               | Richard Wehlner                    | Besenczi Árpád         | Steve Conrad                            |
| 2008 | Tesó-tusa                           | Step Brothers                               | Dale Doback                        | Háda János             | Adam McKay (2.)                         |
| 2009 | 9                                   | 9                                           | 5 (hangja)                         | Fekete Zoltán          | Shane Acker                             |
| 2009 | Rémségek cirkusza                   | Cirque du Freak: The Vampire's Assistant    | Larten Crepsley                    | Forgács Péter          | Paul Weitz                              |
| 2010 | Pótpasi                             | The Extra Man                               | Gershon                            | Besenczi Árpád         | Shari Springer Berman és Robert Pulcini |
| 2010 | A furcsa srác                       | Cyrus                                       | John                               | Forgács Péter          | Mark Duplass                            |
| 2010 | A furcsa srác                       | Cyrus                                       | John                               | Forgács Péter          | Jay Duplass                             |
| 2011 | Céges buli                          | Cedar Rapids                                | Dean Ziegler                       | Barbinek Péter         | Miguel Arteta (2.)                      |
| 2011 | Beszélnünk kell Kevinről            | We Need to Talk About Kevin                 | Franklin                           |                        | Lynne Ramsay                            |
| 2011 | Terri                               | Terri                                       | Mr. Fitzgerald                     | Haás Vander Péter      | Azazel Jacobs                           |
| 2011 | Az öldöklés istene                  | Carnage                                     | Michael                            | Besenczi Árpád         | Roman Polański                          |
| 2012 |                                     | Tim and Eric's Billion Dollar Movie         | Taquito                            |                        | Tim Heidecker                           |
| 2012 | Eric Wareheim                       | Tim and Eric's Billion Dollar Movie         | Taquito                            |                        |                                         |
| 2012 | A diktátor                          | The Dictator                                | Clayton (cameo)                    | Besenczi Árpád         | Larry Charles                           |
| 2012 | Rontó Ralph                         | Wreck-It Ralph                              | Rontó Ralph (hangja)               | Minárovits Péter       | Rich Moore (1.)                         |
| 2013 | Ron Burgundy: A legenda folytatódik | Anchorman 2: The Legend Continues           | Stonewall Jackson szelleme (cameo) | nem szólal meg         | Adam McKay (3.)                         |
| 2014 | Zombibarátnő                        | Life After Beth                             | Maury Slocum                       | Besenczi Árpád         | Jeff Baena (1.)                         |
| 2014 | A galaxis őrzői                     | Guardians of the Galaxy                     | Rhomann Dey tiszthelyettes         | Besenczi Árpád         | James Gunn                              |
| 2015 |                                     | Entertainment                               | John kuzin                         |                        | Rick Alverson                           |
| 2015 | A homár                             | The Lobster                                 | pösze férfi                        | Törköly Levente        | Jórgosz Lánthimosz                      |
| 2015 | Szörnyek és szerelmek               | Tale of Tales                               | Longtrellis királya                |                        | Matteo Garrone                          |
| 2015 | Cowboyok                            | The Cowboys                                 | L'Américain                        | Szikszai Rémusz        | Thomas Bidegain                         |
| 2015 | Amikor Marnie ott volt              | When Marnie Was There                       | Kiyomasa Oiwa (angol hangja)       |                        | Jonebajasi Hiromasza                    |
| 2016 | Énekelj!                            | Sing                                        | Eddie (hangja)                     | Zámbori Soma           | Garth Jennings                          |
| 2017 | Bővérű nővérek                      | The Little Hours                            | Tommasso atya                      | Kerekes József         | Jeff Baena (2.)                         |
| 2017 | Kong: Koponya-sziget                | Kong: Skull Island                          | Hank Marlow                        | Besenczi Árpád         | Jordan Vogt-Roberts                     |
| 2018 | Testvérlövészek                     | The Sisters Brothers                        | Eli Sisters                        | Kerekes József         | Jacques Audiard                         |
| 2018 | Ralph lezúzza a netet               | Ralph Breaks the Internet                   | Rontó Ralph (hangja)               | Minárovits Péter       | Phil Johnston                           |
| 2018 | Ralph lezúzza a netet               | Ralph Breaks the Internet                   | Rontó Ralph (hangja)               | Minárovits Péter       | Rich Moore (2.)                         |
| 2018 | Stan és Pan                         | Stan & Ollie                                | Oliver Hardy                       | Besenczi Árpád         | Jon S. Baird                            |
| 2018 | Holmes és Watson                    | Holmes & Watson                             | John Watson                        | Besenczi Árpád         | Etan Cohen                              |
| 2021 | Licorice Pizza                      | Licorice Pizza                              | Fred Gwynne (cameo)                | Kapácsy Miklós         | Paul Thomas Anderson (4.)               |
| 2022 |                                     | Stars at Noon                               | amerikai főnök (cameo)             |                        | Claire Denis                            |
| 2023 | Volt egyszer egy stúdió             | Once Upon a Studio                          | Rontó Ralph (hangja)               | Minárovits Péter       | Dan Abraham                             |
| 2023 | Volt egyszer egy stúdió             | Once Upon a Studio                          | Rontó Ralph (hangja)               | Minárovits Péter       | Trent Correy                            |

Rövid- és dokumentumfilmek
- 2001: Frank's Book – Frank (rövidfilm)
- 2005: Are You the Favorite Person of Anybody? – férfi a felméréssel (rövidfilm)[17]
- 2011: Fight for Your Right Revisited – Mike D (rövidfilm)
- 2014: Bears – narrátor (dokumentumfilm)
- 2015: View from a Blue Moon[18] - narrátor (dokumentumfilm)

### Televízió
| Év        | Magyar cím                                         | Eredeti cím                                  | Szerep                     | Megjegyzések                                                  |
| --------- | -------------------------------------------------- | -------------------------------------------- | -------------------------- | ------------------------------------------------------------- |
| 1993      | Bukott angyalok                                    | Fallen Angels                                | Martin Lonsdale            | 1 epizód                                                      |
| 1999      |                                                    | Tenacious D                                  | jeti                       | 1 epizód                                                      |
| 2004      |                                                    | Cracking Up                                  | Steve Evers                | 1 epizód                                                      |
| 2006      |                                                    | Tom Goes to the Mayor                        | John (hangja)              | 1 epizód                                                      |
| 2006      | Saturday Night Live                                | Saturday Night Live                          | házigazda                  | 1 epizód                                                      |
| 2007–2010 |                                                    | Tim and Eric Awesome Show, Great Job!        | Dr. Steven Brule           | 25 epizód + 2 különkiadás                                     |
| 2008      | A Simpson család                                   | The Simpsons                                 | önmaga (hangja)            | 1 epizód                                                      |
| 2010–2011 | Halálosan komolytalan                              | Funny or Die Presents                        | John / Nikola Tesla        | 2 epizód                                                      |
| 2010–2016 |                                                    | Check It Out! with Dr. Steve Brule           | Dr. Steve Brule            | - társalkotó, forgatókönyvíró - és vezető producer            |
| 2014      |                                                    | Tim and Eric's Bedtime Stories               | Jordan                     | 1 epizód                                                      |
| 2014–2015 |                                                    | Stone Quackers                               | Barry rendőrtiszt (hangja) | - 12 epizód - vezető producer                                 |
| 2015      |                                                    | Bagboy                                       | Dr. Steve Brule            | - különkiadás - forgatókönyvíró és vezető producer            |
| 2020      |                                                    | Moonbase 8                                   | Robert "Cap" Caputo        | - 6 epizód - társalkotó, forgatókönyvíró - és vezető producer |
| 2022–     | Győzelmi sorozat: A Lakers dinasztia felemelkedése | Winning Time: The Rise of the Lakers Dynasty | Jerry Buss                 | 10 epizód                                                     |